# فروشنده (فیلم ۱۳۹۴)
فروشنده فیلمی درام محصول ۲۰۱۶ به نویسندگی و کارگردانی اصغر فرهادی است. در این فیلم شهاب حسینی و ترانه علیدوستی ایفای نقش می‌کنند. این هفتمین فیلم بلند فرهادی است که ابتدا برسد به دست آهو نام داشت اما در اواسط فیلم‌برداری نامش تغییر کرد و با عنوان فروشنده اکران شد. در مراسم اختتامیه جشنواره کن، جایزه بهترین فیلم‌نامه به اصغر فرهادی اهدا و شهاب حسینی هم برندهٔ جایزه بهترین بازیگر مرد شد. فروشنده به عنوان نماینده ایران در اسکار ۲۰۱۷ به آکادمی اسکار معرفی شد و سرانجام در تاریخ نهم اسفند ماه سال ۱۳۹۵، موفق شد جایزه بهترین فیلم غیرانگلیسی زبان را به دست آورد.

## خلاصه داستان
عماد و رعنا، یک زوج بازیگر تئاتر، در نمایشی از «مرگ فروشنده» نقش‌آفرینی می‌کنند؛ عماد نقش ویلی لوما و رعنا نقش همسر او، لیندا را بازی می‌کند. عماد علاوه بر بازیگری، معلم محبوبی هم هست و شاگردانش به شوخی او را «فروشنده» صدا می‌زنند. یک شب، وقتی ساختمان آپارتمان‌شان ناگهان در حال فرو ریختن است، مجبور می‌شوند همراه دیگر ساکنان فرار کنند. برای اینکه جای جدیدی پیدا کنند، دوست و هم‌بازی‌شان بابک آپارتمانی را پیدا می‌کند که قبلاً زنی در آن زندگی می‌کرده اما به‌سرعت رفته و وسایل زیادی را جا گذاشته است. آن‌ها به آنجا نقل مکان می‌کنند و وسایل صاحب قبلی را بیرون می‌گذارند.
یک شب که رعنا تنهاست، در حال حمام کردن است که ناگهان ناپدید می‌شود و حمام پر از خون می‌شود. عماد وقتی به خانه برمی‌گردد، با این صحنه روبرو می‌شود و فوراً او را به بیمارستان می‌رساند. آنجا می‌فهمد که رعنا توسط یک فرد غریبه مورد حمله قرار گرفته، کسی که رعنا در را برایش باز کرده چون فکر می‌کرد عماد برگشته است. از همسایه‌ها می‌شنود که صاحب قبلی این آپارتمان زن فاحشه‌ای بوده که با مشتریانش مشکلاتی داشته است.
رعنا بعد از مدتی به خانه بازمی‌گردد اما از ترس و ضربه روانی، نمی‌تواند به حمام برود و در میانه اجرا در تئاتر از شدت فشار عصبی گریه می‌کند و صحنه را ترک می‌کند. عماد وقتی کلیدهای ماشین مهاجم را پیدا می‌کند، سرنخ‌هایی به دست می‌آورد؛ مهاجم گوشی و پولی هم جا گذاشته که رعنا فکر می‌کرد از طرف عماد است. عماد از بابک که حقیقت درباره مستأجر قبلی را پنهان کرده ناراحت می‌شود. در یکی از اجراها، عماد از عصبانیت وسط نمایش بابک را به باد انتقاد می‌گیرد، حتی اگر این حرف‌ها در متن نمایش نباشد.
عماد از یکی از شاگردانش کمک می‌گیرد که پدرش سابقه کار در پلیس دارد. آن‌ها کامیونی را پیدا می‌کنند که به مردی به نام مجید تعلق دارد. عماد نقشه‌ای می‌چیند تا مجید را به آپارتمان قدیمی‌شان بکشاند، اما به جای او، پدرزن مجید می‌آید. کم‌کم مشخص می‌شود که پیرمرد همان مهاجم بوده، هرچند ادعا می‌کند فقط قصد داشته رعنا را بترساند. عماد خانواده پیرمرد را دعوت می‌کند و او را در اتاق کوچکی حبس می‌کند تا واقعیت را به همه نشان دهد. وقتی در را باز می‌کند، پیرمرد حالش بد می‌شود و عماد با نگرانی رعنا را خبر می‌کند. رعنا به عماد هشدار می‌دهد که اگر دنبال انتقام برود، رابطه‌شان تمام خواهد شد.
وقتی خانواده پیرمرد می‌آیند، فکر می‌کنند برای کمک آمده‌اند و از عماد تشکر می‌کنند. عماد در خلوت، پولی را که پیرمرد بعد از حمله گذاشته بود پس می‌دهد و وقتی خانواده نمی‌بینند، به او سیلی می‌زند. پیرمرد هنگام رفتن بی‌هوش می‌شود و خانواده برایش آمبولانس می‌خوانند. در پایان، عماد و رعنا کنار هم به تئاتر برمی‌گردند و سعی می‌کنند زندگی‌شان را دوباره بسازند.

### پیشینهٔ داستانی
به نوشتهٔ پایگاه اینترنتی-سینمائی سینماژورنال، داستانِ فیلم با دو داستان سینمایی دیگر یعنی فیلم مستأجر اثر رومن پولانسکی و فیلمنامهٔ حقایق دربارهٔ لیلا دختر ادریس اثر بهرام بیضایی همانند است. شهلا لاهیجی فیلم فروشنده و سازنده‌اش را به خاطر تأثیرپذیری از کار بیضایی و نیز به خاطر جایزهٔ اسکارش ستوده‌است. که این تأثیرها را ناخودآگاه دانسته‌است.

## بازیگران
- شهاب حسینی در نقش عماد اعتصامی
- ترانه علیدوستی در نقش رعنا
- مهدی کوشکی در نقش سیاوش
- بابک کریمی در نقش بابک
- مینا ساداتی در نقش صنم
- فرید سجادی حسینی
- احترام برومند در نقش خانم شاه‌نظری
- شیرین آقارضاکاشی در نقش عصمت
- مجتبی پیرزاده در نقش مجید
- مارال بنی‌آدم در نقش کتی
- صحرا اسدالهی در نقش مژگان
- عماد امامی در نقش علی
- علیرضا رفوگران در نقش آقای علی‌مرادی
- کیان رستمی در نقش رضا

## ساخت

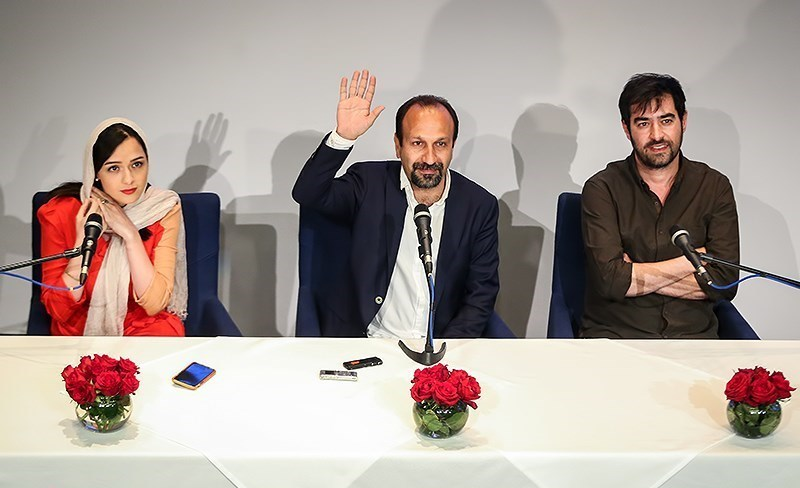
ترانه علیدوستی چهارمین و شهاب حسینی سومین همکاری خود را با اصغر فرهادی تجربه کردند.

اصغر فرهادی که قرار بود پروژهٔ جدید خود را در اسپانیا آغاز کند و تا شروع پیش تولید فیلم، یک‌سال زمان داشت که تصمیم به ساخت فیلم فروشنده در ایران گرفت. فرهادی پروانه ساخت این فیلم را در ۱۸ مهرماه ۱۳۹۴ از سازمان سینمایی دریافت کرد. نام پیشین این فیلم «برسد به دست آهو» بود که به علت این‌که نام «فروشنده» تناسب بیشتری با داستان نهایی فیلم داشت، تغییر نام پیدا کرد. درگذشت یدالله نجفی، صدابردار با سابقهٔ فیلم، باعث ایجاد وقفه‌ای یک هفته‌ای در فیلمبرداری شد و سرانجام فیلمبرداری فیلم فروشنده، به کارگردانی اصغر فرهادی ۷ اسفند به پایان رسید.

## بازتاب فیلم

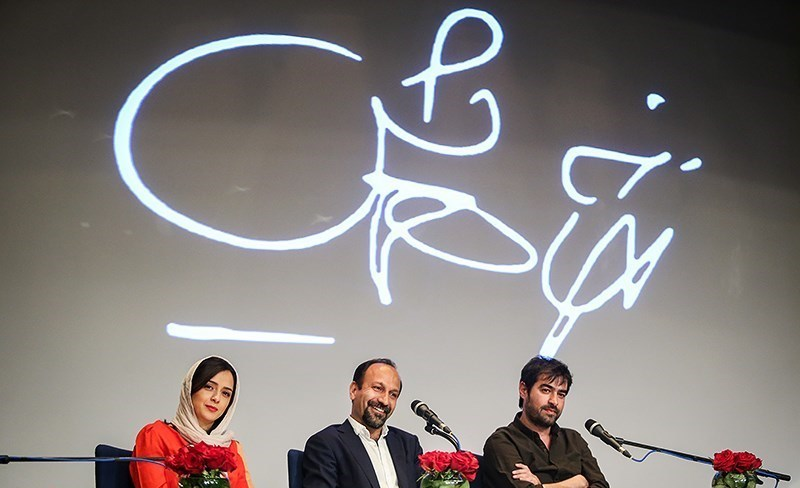
از راست شهاب حسینی، اصغر فرهادی و ترانه علیدوستی. نشست خبری فیلم فروشنده، دوشنبه ۱۰ خرداد ۱۳۹۵ در ایران

فروشنده روی‌هم‌رفته آرای مثبت فراوانی را از داوران سینمایی به خود اختصاص داد و از استقبال عمومی خوبی نیز برخوردار شد. فیلم در سایت راتن تومیتوز با استناد بر ۱۹۶ نقد نمره ۹۶٪ را دریافت کرده‌است و در سایت متاکریتیک نیز با توجه به ۳۶ رأی امتیاز ۸۵٪ را گرفته‌است.

### نظرات
- وبگاه‌های سینمایی ایندیوایر با انتشار فهرستی از صد فیلم کنجکاوی برانگیز که در سال ۲۰۱۶ اکران می‌شوند، پنجمین فیلم فهرست خود را به فروشنده، هفتمین فیلم سینمایی اصغر فرهادی اختصاص داد. ایندیوایر دربارهٔ این فیلم نوشت: «شاید برای اغلب ما، اصغر فرهادی، هیجان‌انگیزترین فیلم‌ساز ایرانی این دهه است. ملودرام برنده اسکار او، جدایی نادر از سیمین سال گذشته در رأس فهرست ایندیوایر به عنوان بهترین فیلم دهه اخیر قرار گرفت و فیلم فرانسوی او گذشته نیز فیلم فوق‌العاده‌ای است.» وبگاه «سیر کوئیت»، فروشنده ساختهٔ اصغر فرهادی، محصول مشترک ایران و فرانسه و تونی اردمان محصول آلمان را شانس‌های نهایی برای جایزه بهترین فیلم خارجی زبان اسکار ۲۰۱۷ دانسته‌است.[۱۴]
- «اوون گلیبرمن» منتقد مجله ورایتی گفته‌است: «فروشنده حتی از ساخته‌های پیشین فرهادی مینیمال‌تر، سربه زیرتر و جمع‌وجورتر است. با این‌حال اما تکنیک نویسنده و کارگردان مثل همیشه با اعتماد به نفس کامل همراه است. هنرنمایی در جای خودش است و هر سرنخی به نتیجه‌ای غیرقابل انتظار ختم می‌شود».[۱۵]
- «پیتر برادشو» منتقد گاردین «این فیلمی زیرکانه و جاه طلبانه است. فروشنده سعی می‌کند که تأثیر و نتیجهٔ بزرگتری نسبت به فیلم قبلی فرهادی داشته باشد و کیفیت مبهم و معمایی جدایی نادر از سیمین را ندارد. در حقیقت تم انتقام-عدالت طلبی فیلم تقریباً مرا به یاد اثر ملودرام – جنایی دنی ویلنوو یعنی فیلم زندانیان می‌اندازد. با این همه آی کیو محض فیلم‌سازی فرهادی این فیلم را بسیار تماشایی کرده‌است، هوشمندی مطلق موجود در فیلمسازی فرهادی، اثر او را بسیار تماشایی می‌کند. فقط فیلمسازی با تسلط او می‌تواند جایی هم برای میزان متهورانه‌ای از کمدی در فیلم خود باقی بگذارد: عماد در کلاس از خستگی چرت می‌زند و شاگردانش برای گرفتن سلفی‌های خنده‌دار در کنار صورت خروپف‌کنان آقای معلم ژست می‌گیرند».[۱۶]
- «دبورا یانگ» منتقد هالیوود ریپورتر نوشته‌است: «این فیلم استادانه به ویژه در پایان‌بندی بسیار عالی است اما نه چندان گیراست».[۱۷] «تیم رابی» منتقد تلگراف معتقد است «گذشته و فیلم جدیدش فروشنده هردو از نظر داستانی مانند کلافی درهم‌تنیده و جذاب بودند، نسخه سینمایی آنچه یوجین اسکرایب یک نمایش خوش‌ساخت نامید. ما شاهد پچ‌پچ‌های آن‌ها در حین اجرای نمایش هستیم، مانند این است که در بین نمایش آرتور میلر داریم یک نمایش کوتاه دیگر می‌بینیم. این ایده بسیار خوبی است که فرهادی می‌توانست بیشتر آن را بپروراند».
- «مگی گگلر» منتقد «ویو آرت» گفته‌است: «فروشنده فیلمی بسیار هوشمندانه و خوش‌ساخت است. فرهادی یک بار دیگر درونیات و ذهنیات شخصیت‌هایش را می‌کاود و موشکافانه انگیزه‌های آن‌ها را بررسی می‌کند. روایت ریزبینانهٔ او همراه با بازی بی‌نقص ترانه علیدوستی و شهاب حسینی، به خوبی می‌درخشد. بدون هیچ تردیدی، اصغر فرهادی یک فیلمنامه‌نویس درجه یک است. او شیوهٔ سینمایی دقیقی برای خودش دارد که او را از فیلمسازان غربی، متفاوت می‌کند».[۱۸]
- «هیدی لویت» در گلوب اند میل نوشت: این فیلم درامی درخشان است  که از نمایشنامه «مرگ فروشنده» اثر «آرتور میلر» به خوبی در پس زمینه خود استفاده کرده‌است. ما زوج بازیگری را می‌بینیم که در جستجوی یک آپارتمان جدید هستند چرا که خانه‌شان در حال فروپاشی و ناامن است. با زندگی روزانه این دو بازیگر همراه می‌شویم که تنها از راه بازیگری امرار معاش نمی‌کنند و آن‌ها را همچون کسانی درک می‌کنیم که در دنیای واقعی وجود دارند. آن‌ها تفاوتی با بازیگرانی که در لس‌آنجلس و نیویورک دست و پا می‌زنند ندارند. هنگام تماشای فیلم احساس کردم در حال تماشای یک مستند از بازیگران در تئاترهای زیرزمینی هستم که دارای زرق و برق برادوی و هالیوود نیستند. بازی‌ نئورئالیسم و کامل بازیگران زمانی که دنیای عاطفی کاراکترها به اوج می‌رسد و رابطهٔ زوج نقش اصلی از هم می‌پاشد، مرا بسیار تحت تأثیر قرار داد. در واقع در این فیلم استعداد در همه جا و بدون مرز وجود دارد.[۱۹]
- روزنامه لو موند در شماره روز بیست و سوم ماه مه خود ضمن اشاره به شباهت اثر با کارهای پیشین فرهادی مانند «جدایی نادر از سیمین» و «گذشته»، از نوعی «بازی با سانسور» و تأثیر رعایت اقتضاهای وزارت ارشاد ایران و محدودیت شرایط در بعضی صحنه‌های فیلم گفته‌است.[۲۰]
- آلن هانتر در نشریه اسکرین دیلی نوشت: اصغر فرهادی با فیلم جدیدش «فروشنده» به قلمروی میشائیل هانکه قدم گذاشته‌است. رابطهٔ به‌ظاهر رضایت‌بخشی که زوج داستان داشتند، بعد از مجموعه‌ای از بدبیاری‌ها در حال از هم پاشیدن است. «فروشنده» فیلمی است که رفته‌رفته بهتر می‌شود.[۲۱]

## نمایش
فروشنده در اروپا و آمریکا با نام فروشنده (The Salesman) و در فرانسه با نام مشتری (Le Client) عرضه شد. دلیل این تغییر نام در فرانسه، ساخت فیلمی به اسم فروشنده در این کشور است.
نمایش عمومی تازه‌ترین ساختهٔ اصغر فرهادی از ساعت ۶:۴۵ دقیقه صبح روز چهارشنبه دهم شهریور ماه آغاز شد. فروشنده تنها در سه روز حدود یک میلیارد تومان فروش داشت. این فیلم روز چهارشنبه در نخستین روز اکرانش ۲۵۰ میلیون تومان فروش رفت و رکوردی جدید در سینمای ایران ثبت شد؛ در نهایت فروشنده در روز ۲۳ آبان سال ۹۵ در آخرین هفته اکرانش در ایران، با شکستن رکورد فیلم محمد رسول‌الله مجید مجیدی پرفروش‌ترین فیلم تاریخ سینمای ایران شد.
البته این رکورد مدتی بعد به دست فیلم گشت ۲ شکسته شد. همچنین فیلم فروشنده سومین فیلم پرفروش غیرکمدی تاریخ سینمای ایران است.
فیلم فروشنده از تاریخ ۲۰ دی ماه در شبکه نمایش خانگی منتشر شده‌است.
| کشور     | زمان         | جشنواره                  |
| -------- | ------------ | ------------------------ |
| فرانسه   | ۱ خرداد ۹۵   | جشنواره فیلم کن          |
| آلمان    | ۴ تیر ۹۵     | جشنواره فیلم مونیخ       |
| لهستان   | ۲ مرداد ۹۵   | جشنواره فیلم افق‌های تازه |
| نیوزلند  | ۴ مرداد ۹۵   | جشنواره فیلم نیوزلند     |
| کانادا   | ۱۸ شهریور ۹۵ | جشنواره فیلم تورنتو      |
| آمریکا   | ۱۶ مهر ۹۵    | جشنواره فیلم همپتون      |
| بریتانیا | ۲۴ مهر ۹۵    | جشنواره فیلم لندن        |
| آمریکا   | ۱ آبان ۹۵    | جشنواره فیلم شیکاگو      |

## فروشنده در اسکار

### تحریم اسکار

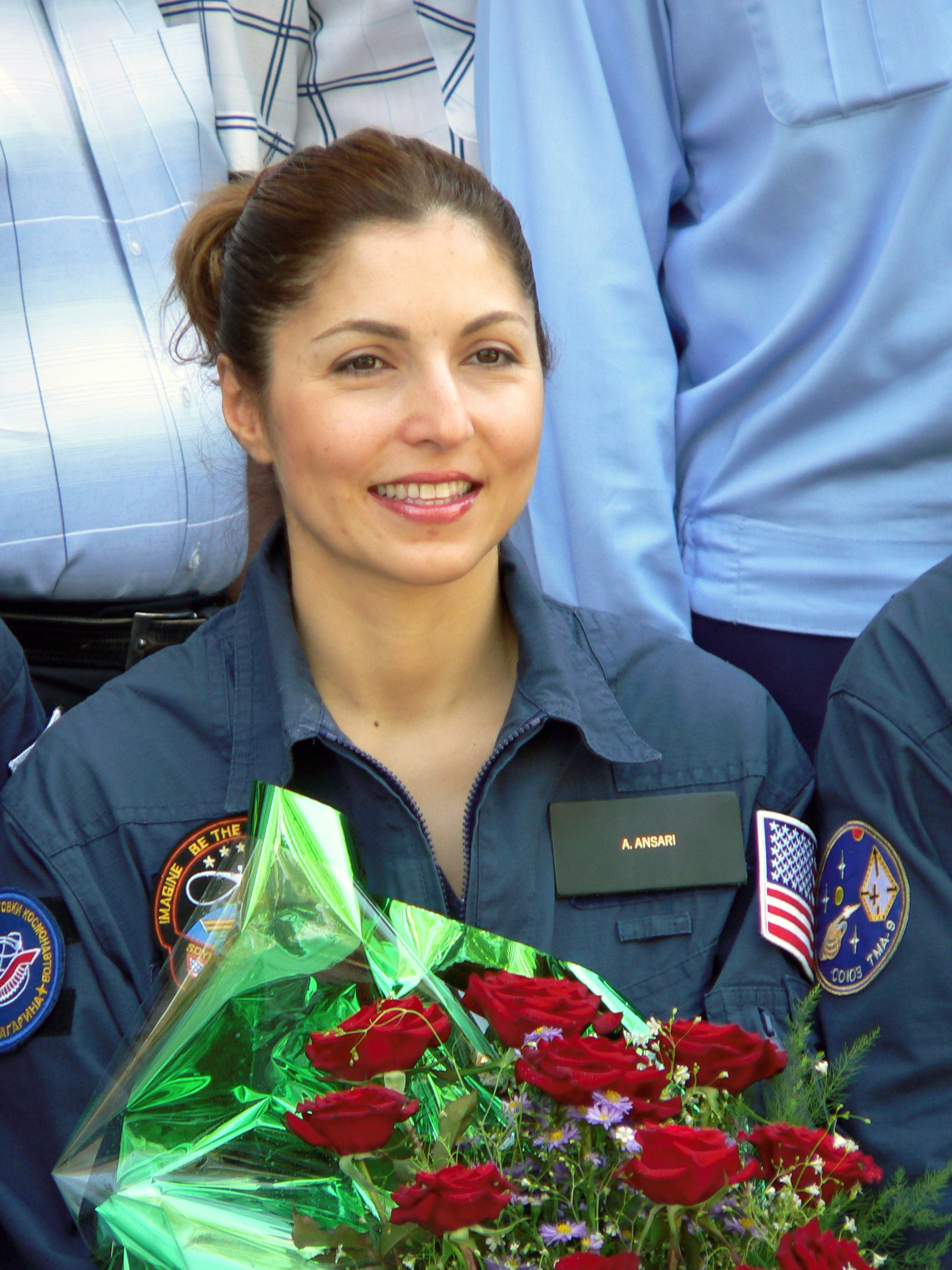
انوشه انصاری از طرف اصغر فرهادی دومین جایزهٔ اسکار ایران را دریافت کرد.

دونالد ترامپ در اولین روزهای حضور خود در کاخ سفید قانونی را وضع کرد که طی آن مردم هفت کشور از جمله ایران اجازه ورود به خاک آمریکا را ندارند. ترانه علیدوستی بلافاصله به این خبر واکنش نشان داد و در اینستاگرام و توئیتر خود نوشت که حتی اگر این قانون شامل حال هنرمندان نشود او برای شرکت در مراسم اسکار به آمریکا نخواهد رفت. این نوشته ترانه با واکنش‌های بسیاری در داخل و خارج از کشور رو به رو شد. آکادمی اسکار هم در بیانیه‌ای این کار ترامپ را محکوم و از ترانه علیدوستی و اصغر فرهادی دفاع کرد. اصغر فرهادی نیز با انتشار متنی اعتراض و انزجار خود را از این قانون اعلام کرد و گفت که حتی در صورت اجازه در کنار دیگر عوامل فروشنده در مراسم اسکار شرکت نخواهد کرد. در ششم اسفند ماه ۱۳۹۵ اصغر فرهادی، انوشه انصاری، اولین زن گردشگر فضایی و فیروز نادری، مسئول اجرایی عملیات سفر به مریخ را به عنوان نمایندگانش برای حضور در مراسم اسکار معرفی کرد.

### حمایت‌ها
صادق خان شهردار وقت لندن در حمایت از اقدام اصغر فرهادی مبنی بر عدم شرکت در مراسم اسکار به دلیل اعتراض به قانون مهاجرتی دونالد ترامپ، اعلام نمود تصمیم دارد فیلم فروشنده را در یکی از میدان‌های لندن برای عموم به‌طور رایگان به نمایش بگذارد. این کار با حمایت‌های بازیگرانی همچون کیرا نایتلی انجام شد. صادق خان که پیشتر از مردم خواسته بود برای تماشای این فیلم بیایند، نمایش فیلم اصغر فرهادی را یک «افتخار» عنوان کرد. صادق خان گفت: «می‌خواهم دنیا بداند که ما در کنار اصغر فرهادی، کارگردان ایرانی، و تمام آن‌هایی که به خاطر نژادشان مورد تبعیض قرار گرفته‌اند، ایستاده‌ایم.» این فیلم در عصر روز یکشنبه ۲۶ فوریه ۲۰۱۷ میلادی (یک شب قبل از برگزاری مراسم اسکار) در میدان ترافالگار لندن برای عموم نمایش داده شد و حدود ۱۰ هزار نفر آن را تماشا کردند. پیام اصغر فرهادی نیز در میان جمعیتی که برای تماشای فیلم او به میدان ترافالگار لندن آمده بودند، پخش شد. او در این پیام از حمایت مردم تشکر کرد. پیش از او مایک لی کارگردان بریتانیایی، در میدان ترافالگار گفت: «فیلم جدایی نادر از سیمین یکی از بهترین فیلم‌هایی بود که دیده‌ام و فیلم فروشنده هم فیلم بسیار خوبی است اما قصد ندارم قبل از نمایش، داستان آن را لو بدهم.» همچنین شهردار لندن خود نیز برای تماشای فیلم فروشنده در میدان حاضر شد.
همچنین دیمین شزل فیلمنامه‌نویس و کارگردانی آمریکایی در حالی که بخاطر فیلم رکورد شکنش لالا لند جایزهٔ بهترین کارگردان را در مراسم اهدای جوایز انجمن کارگردانان آمریکا دریافت کرد که ضمن حمایت از اصغر فرهادی، اقدامات اخیر رئیس‌جمهور آمریکا را مورد انتقاد قرار داد. او در این مراسم ضمن تقدیر از اصغر فرهادی و ابراز تاسف از غیبت او در مراسم جوایز آکادمی اسکار گفت: «اصغر فرهادی از کشوری می‌آید که دولت ما گفتگو با آن را منع کرده‌است اما سینما یک زبان جهانی است و فیلم ابزار قدرتمندی است چون می‌تواند با همه صحبت کند. حذف فیلمسازان، یک حرکت ضد هنری است.»
ایونینگ استاندارد نوشت: هزاران معترض به احکام ضد مهاجرتی دونالد ترامپ به تماشای فیلم سینمایی فروشنده، نامزد دریافت بهترین فیلم غیرانگلیسی زبان اسکار ۲۰۱۷ در میدان ترافالگار نشستند. روزنامه مترو نیز در گزارشی روز دوشنبه عنوان کرد: پس از آنکه اصغر فرهادی اعلام کرد که در اعتراض به فرمان ضد مهاجرتی ترامپ در مراسم اسکار شرکت نمی‌کند، «صادق خان» شهردار لندن نیز اعلام کرد که فیلم فروشنده را اکران خواهد کرد.

### جایزهٔ اسکار
در هشتاد و نهمین دوره جوایز اسکار جایزهٔ بهترین فیلم خارجی زبان به فروشنده تعلق گرفت. فروشنده برای تصاحب این جایزه با رقبایی همچون تونی اردمن و زیر شن در رقابت بود. این دومین جایزهٔ اسکار سینمای ایران و اصغر فرهادی است و فرهادی توانست نام خود را در کنار اینگمار برگمن و فدریکو فلینی و کارلوس سائورا به عنوان چهارمین کسی که موفق شده دو بار این جایزه را ببرد ثبت کند.
انوشه انصاری از طرف اصغر فرهادی به روی صحنه رفت و بعد از گرفتن جایزهٔ از دستان شارلیز ترون از جانب اصغر فرهادی، نامه‌ای خواند:
«افتخار بزرگی است که برای دومین بار این جایزهٔ با ارزش را دریافت می‌کنم. از اعضای آکادمی متشکرم و همین‌طور دیگر کاندیدهای این رشته. متاسفم که امشب در کنار شما نیستم. من به احترام مردم کشورم و شش کشور دیگر که با قانونی غیرانسانی منع ورود مهاجران مورد بی‌احترامی واقع شدند به آمریکا نیامدم. تقسیم‌بندی جهان به ما و دشمنان ما توسط سیاستمداران افراطی باعث ترس می‌شود؛ ترسی که توجیهی است دروغین برای خشونت‌ها و جنگ‌ها؛ جنگ‌هایی که مانع بزرگی بوده‌اند برای رسیدن به دموکراسی و رعایت حقوق بشر در کشورهایی که مورد تهاجم واقع شده‌اند. سینماگران می‌توانند با چرخش دوربین‌هایشان به مشترکات انسانی، کلیشه‌هایی که از ملیت‌ها و ادیان مختلف ساخته شده‌است را بشکنند و زمینهٔ همدلی و به دنبال آن همبستگی مردمان جهان را فراهم کنند. همدلی چیزی است که ما امروز بیشتر از هر زمان به آن نیازمندیم.»

## جوایز

### بین‌المللی
| جایزهٔ                               | رده                                  | گیرنده      | نتیجه    | منبع          |
| ----------------------------------- | ------------------------------------ | ----------- | -------- | ------------- |
| جشنواره کن                          | جایزهٔ بهترین بازیگر مرد              | شهاب حسینی  | برنده    | [ ۳۸ ]        |
| جشنواره کن                          | جایزهٔ بهترین فیلم‌نامه                | اصغر فرهادی | برنده    | [ ۳۸ ]        |
| جایزهٔ اسکار                         | بهترین فیلم خارجی‌زبان                | اصغر فرهادی | برنده    | [ ۳۹ ]        |
| جوایز فیلم آسیایی                   | بهترین فیلمنامه                      | اصغر فرهادی | برنده    | [ ۴۰ ]        |
| جشنواره بین‌المللی فیلم شیکاگو       | جایزه ویژه هیئت داوران و هوگو نقره‌ای | اصغر فرهادی | برنده    | [ ۴۱ ]        |
| جوایز گزینش منتقدان فیلم            | بهترین فیلم خارجی‌زبان                | اصغر فرهادی | نامزدشده | [ ۴۲ ]        |
| انجمن منتقدان فیلم دالاس‌فورت وورث   | بهترین فیلم خارجی‌زبان                | اصغر فرهادی | پنجم     | [ ۴۳ ]        |
| حلقه منتقدان فیلم فلوریدا           | بهترین فیلم خارجی‌زبان                | اصغر فرهادی | نامزدشده | [ ۴۴ ]        |
| جایزهٔ گلدن گلوب                     | بهترین فیلم خارجی‌زبان                | اصغر فرهادی | نامزدشده | [ ۴۵ ]        |
| جشنواره فیلم بمبئی                  | بهترین فیلم از نگاه مخاطبان          | اصغر فرهادی | برنده    | [ ۴۶ ]        |
| جشنواره فیلم فست                    | بهترین فیلم بین‌المللی                | اصغر فرهادی | برنده    | [ ۴۷ ]        |
| هیئت ملی بازبینی فیلم               | بهترین فیلم خارجی‌زبان                | اصغر فرهادی | برنده    | [ ۴۸ ]        |
| انجمن منتقدان فیلم آنلاین           | بهترین فیلم خارجی‌زبان                | اصغر فرهادی | نامزدشده | [ ۴۹ ]        |
| حلقه منتقدان فیلم سان‌فرانسیسکو      | بهترین فیلم خارجی‌زبان                | اصغر فرهادی | نامزدشده | [ ۵۰ ] [ ۵۱ ] |
| جایزهٔ ستلایت                        | بهترین فیلم خارجی‌زبان                | اصغر فرهادی | برنده    | [ ۵۲ ]        |
| سمینسی                              | بهترین فیلم                          | اصغر فرهادی | برنده    | [ ۵۳ ]        |
| جشنواره فیلم ونکوور                 | محبوب‌ترین فیلم با ویژگی بین‌المللی    | اصغر فرهادی | دوم      | [ ۵۴ ]        |
| انجمن منتقدان فیلم واشینگتن دی‌سی    | بهترین فیلم خارجی‌زبان                | اصغر فرهادی | نامزدشده | [ ۵۵ ]        |
| جشنواره بین‌المللی فیلم مونیخ        | بهترین فیلم                          | فروشنده     | برنده    |               |
| جشنواره جهان سینمای آمستردام        | بهترین فیلم از نگاه تماشاگران        | فروشنده     | برنده    |               |
| انجمن منتقدان فیلم دنور             | بهترین فیلم خارجی‌زبان                | فروشنده     | برنده    |               |
| انجمن منتقدان فیلم لاس وگاس         | بهترین فیلم خارجی‌زبان                | فروشنده     | نامزدشده |               |
| جشنواره بین‌المللی فیلم ملبورن       | محبوب‌ترین فیلم                       | فروشنده     | چهارم    |               |
| جوایز فیلم بفتا                     | بهترین فیلم غیرانگلیسی زبان          | فروشنده     | نامزدشده | [ ۵۶ ]        |
| جشنواره فیلم ونکوور                 | بهترین فیلم با ویژگی بین‌المللی       | فروشنده     | نامزدشده |               |
| جشنواره بین‌المللی فیلم پام اسپرینگز | بهترین فیلم                          | فروشنده     | برنده    |               |
| گلدباگن                             | بهترین فیلم خارجی‌زبان                | فروشنده     | برنده    |               |

### نوزدهمین دورهجشن خانه سینما
| بخش                        | نامزد            | نتیجه | جایزه      |
| -------------------------- | ---------------- | ----- | ---------- |
| بهترین فیلم                | اصغر فرهادی      | برنده | تندیس زرین |
| بهترین کارگردانی           | اصغر فرهادی      | برنده | تندیس زرین |
| بهترین فیلمنامه            | اصغر فرهادی      | برنده | تندیس زرین |
| بهترین بازیگر نقش اول مرد  | شهاب حسینی       | برنده | تندیس زرین |
| بهترین بازیگر مرد نقش مکمل | فرید سجادی حسینی | برنده | تندیس زرین |
| بهترین تدوین               | هایده صفی‌یاری    | برنده | تندیس زرین |
| بهترین طراحی صحنه          | کیوان مقدم       | برنده | تندیس زرین |
| بهترین بازیگر نقش اول زن   | ترانه علیدوستی   | نامزد | تندیس زرین |
| بهترین فیلمبرداری          | حسین جعفریان     | نامزد | تندیس زرین |
| بهترین طراحی لباس          | سارا سمیعی       | نامزد | تندیس زرین |